# Tour de France 1932
26. Tour de France rozpoczął się 6 lipca, a zakończył 31 lipca 1932 roku w Paryżu. W klasyfikacji generalnej zwyciężył po raz drugi Francuz André Leducq (poprzednio w 1930 roku), a w klasyfikacji drużynowej najlepsi byli reprezentanci Włoch.

## Etapy
| Etap | Data     | Trasa                           | Dystans | Zwycięzca         | Lider wyścigu |
| ---- | -------- | ------------------------------- | ------- | ----------------- | ------------- |
| 1    | 6 lipca  | Paryż – Caen                    | 208 km  | Jean Aerts        | Jean Aerts    |
| 2    | 7 lipca  | Caen – Nantes                   | 300 km  | Kurt Stöpel       | Kurt Stöpel   |
| 3    | 9 lipca  | Nantes – Bordeaux               | 387 km  | André Leducq      | André Leducq  |
| 4    | 11 lipca | Bordeaux – Pau                  | 206 km  | Georges Ronsse    | André Leducq  |
| 5    | 12 lipca | Pau – Luchon                    | 229 km  | Antonio Pesenti   | André Leducq  |
| 6    | 14 lipca | Luchon – Perpignan              | 322 km  | Frans Bonduel     | André Leducq  |
| 7    | 16 lipca | Perpignan – Montpellier         | 168 km  | Frans Bonduel     | André Leducq  |
| 8    | 17 lipca | Montpellier – Marsylia          | 206 km  | Michele Orecchia  | André Leducq  |
| 9    | 18 lipca | Marsylia – Cannes               | 191 km  | Raffaele di Paco  | André Leducq  |
| 10   | 19 lipca | Cannes – Nicea                  | 132 km  | Francesco Camusso | André Leducq  |
| 11   | 21 lipca | Nicea – Gap                     | 233 km  | André Leducq      | André Leducq  |
| 12   | 22 lipca | Gap – Grenoble                  | 102 km  | Roger Lapébie     | André Leducq  |
| 13   | 23 lipca | Grenoble – Aix-les-Bains        | 230 km  | André Leducq      | André Leducq  |
| 14   | 24 lipca | Aix-les-Bains – Évian-les-Bains | 204 km  | Raffaele di Paco  | André Leducq  |
| 15   | 25 lipca | Évian-les-Bains – Belfort       | 291 km  | André Leducq      | André Leducq  |
| 16   | 26 lipca | Belfort – Strasburg             | 145 km  | Gérard Loncke     | André Leducq  |
| 17   | 27 lipca | Strasburg – Metz                | 165 km  | Raffaele di Paco  | André Leducq  |
| 18   | 28 lipca | Metz – Charleville              | 159 km  | Raffaele di Paco  | André Leducq  |
| 19   | 29 lipca | Charleville – Dunkierka         | 271 km  | Gaston Rebry      | André Leducq  |
| 20   | 30 lipca | Dunkierka – Amiens              | 212 km  | André Leducq      | André Leducq  |
| 21   | 31 lipca | Amiens – Paryż                  | 159 km  | André Leducq      | André Leducq  |

## Klasyfikacje

### Generalna
| Poz. | Zawodnik          | Kraj             | Czas         |
| ---- | ----------------- | ---------------- | ------------ |
| 1.   | André Leducq      | Francja          | 154h 11' 49" |
| 2.   | Kurt Stöpel       | Rzesza Niemiecka | +24' 03"     |
| 3.   | Francesco Camusso | Włochy           | +26' 21"     |
| 4.   | Antonio Pesenti   | Włochy           | +37' 08"     |
| 5.   | Georges Ronsse    | Belgia           | +41' 04"     |
| 6.   | Frans Bonduel     | Belgia           | +45' 13"     |
| 7.   | Oskar Thierbach   | Rzesza Niemiecka | +58' 44"     |
| 8.   | Jef Demuysere     | Belgia           | +1h 03' 24"  |
| 9.   | Luigi Barral      | Włochy           | +1h 06' 57"  |
| 10.  | Georges Speicher  | Francja          | +1h 08' 37"  |

### Drużynowa
| Poz. | Kraj                       | Czas         |
| ---- | -------------------------- | ------------ |
| 1.   | Włochy                     | 464h 57' 41" |
| 2.   | Belgia                     | +7' 27"      |
| 3.   | Francja                    | +11' 50"     |
| 4.   | Rzesza Niemiecka / Austria | +38' 56"     |
| 5.   | Szwajcaria                 | +4h 14' 25"  |